# Ikutaro Kakehashi
Ikutarō Kakehashi (Japans: 梯 郁太郎, Kakehashi Ikutarō) (Osaka, 7 februari 1930 - 1 april 2017), was een Japans ingenieur, bouwer van elektronische muziekinstrumenten en ondernemer, met name bekend als oprichter van het bedrijf Roland Corporation.

## Loopbaan
Begin jaren 50 opende hij een radio-winkel. Vervolgens raakte hij geïnteresseerd in de werking van elektronische orgels. Op 28-jarige leeftijd besloot hij zich te gaan bezighouden met de ontwikkeling van nieuwe elektronische muziekinstrumenten.
In 1960 richtte hij het bedrijf Ace Electronics Industries op, beter bekend onder de naam Ace Tone. Bij Ace Tone ontwikkelde Kakehashi de R1 Rhythm Ace, een met de hand te bespelen elektronische drummachine. Dit apparaat werd verder ontwikkeld en verkocht onder de naam Rhythm Ace FR-1. Een belangrijke afnemer van dit product was de Hammond Organ Company die hem inbouwde in hun elektronische orgels.

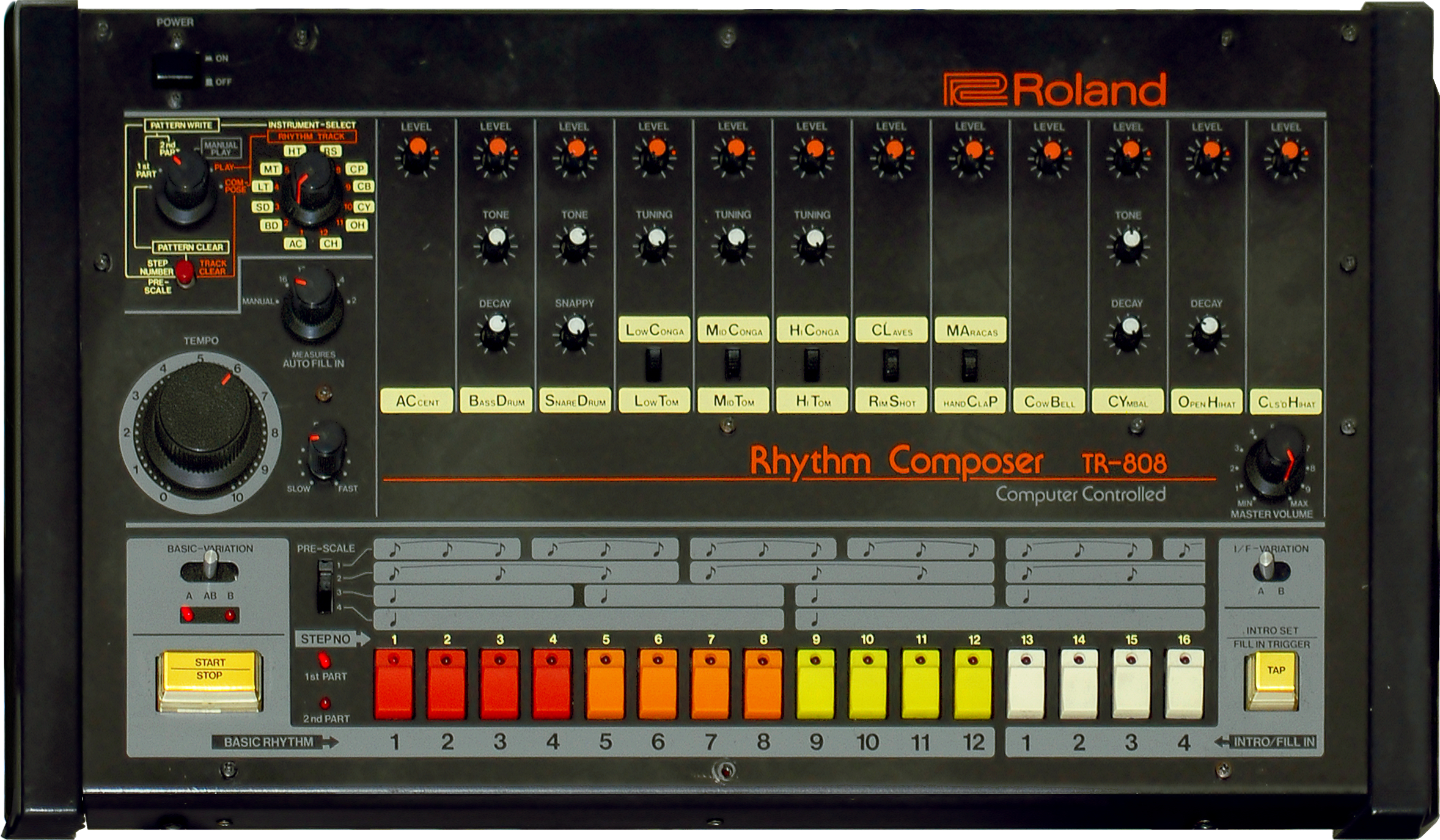
Roland TR-808

Hij verliet Ace Tone in 1972 om te starten met Roland Corporation, waar hij aan de wieg stond van drumcomputers als de Roland CR-78 (1978) en de iconische Roland TR-808.
Hij was, samen met Dave Smith de grondlegger van een digitaal systeem waarmee elektronische (muziek)instrumenten muzikale informatie kunnen uitwisselen. Kakehashi presenteerde het systeem in 1983 op de NAMM Show als Universal Musical Interface, ofwel UMI (uitgesproken als you-me). Het werd echter bekend onder de naam Musical Instrument Digital Interface, ofwel MIDI.
In maart 2013 legde Kakehashi zijn functie bij Roland neer. In datzelfde jaar ontving hij een technische Grammy voor zijn grote bijdrage in de ontwikkeling van muziektechniek. Paradoxaal genoeg leerde Kakehashi nooit een instrument bespelen.
Ikutaro Kakehashi overleed in 2017 op 87-jarige leeftijd.